# Steffen Hoos
Steffen Hoos, né le 29 janvier 1968 à Tambach-Dietharz, est un biathlète allemand.

## Biographie
Il commence sa carrière dans la Coupe du monde en 1988 avec l'équipe est-allemande. Aux Championnats du monde 1989, il est médaillé de bronze à la course par équipes avec Andreas Heymann, André Sehmisch et Raik Dittrich. Un an plus tard, il est sixième à l'individuel des Championnats du monde, son meilleur résultat individuel dans l'élite.
Aux Jeux olympiques d'hiver de 1992, il prend la 18e place de l'individuel.
Après la réunification allemande, il obtient son unique titre international aux Championnats du monde 1993, en remportant l'or sur la course par équipes en compagnie de champions comme Fritz Fischer, Frank Luck et Sven Fischer.

## Palmarès

### Championnats du monde
- Championnats du monde de 1989 à Feistritz :
  -  Médaille de bronze à la course par équipes
- Championnats du monde de 1993 à Borovetz :
  -  Médaille d'or à la course par équipes.
- Championnats du monde de 1994 à Canmore :
  -  Médaille de bronze à la course par équipes.